# Salgueiro do Campo
Salgueiro do Campo is een plaats (freguesia) in de Portugese gemeente Castelo Branco en telt 965 inwoners (2001).